# Lenguas lendu-mangbetu
Las lenguas lendu-mangbetu o rama oriental de las lenguas sudánicas centrales son un grupo formado por algo más de una veintena lenguas, que presumiblemente forman un grupo filogenético.

## Clasificación
Las lenguas lendu-manbetu han sido poco estudiados, y existe poco acuerdo sobre su clasificación interna debido a la falta de datos. El esquema que sigue es una propuesta de  Lionel Bender, tal como la resume Blench (2000):
- Mangbetu-Asoa: mangbetu, lombi, asoa.
- Mangbutu-Lese (Mangbutu-Efe): mangbutu, mvuba, ndo, mamvu, lese.
- Lendu (Lendu-Bendi-Nigiti):
- Moru-Ma'di
  - Moru
  - Ma'di central
  - Ma'di meridional

## Comparación léxica
Los numerales para subgrupos de lenguas lendu-mangbetu son:
| GLOSA | Lendu-Bendi | Lendu-Bendi | Mangbetu- Asoa | Mangbutu-Lese | Mangbutu-Lese | Moru-Madi     | Moru-Madi | Moru-Madi  | Moru-Madi | Moru-Madi | Moru-Madi   | PROTO-     |
| GLOSA | Lendu       | Ngiti       | Mangbetu       | Efe           | Mvuba         | Avokaya       | Keliko    | Logo       | Lugbara   | Ma'di     | Omi (Omiti) | PROTO-     |
| ----- | ----------- | ----------- | -------------- | ------------- | ------------- | ------------- | --------- | ---------- | --------- | --------- | ----------- | ---------- |
| '1'   | ɗì          | aɪdí        | kana           | édí           | eɗì           | àlō           | àlō       | àlo        | àlʊ̄       | àlʊ̄       | àlō         |            |
| '2'   | arɔ         | ɔyɔ         | sóːndrwé       | ɛ̀ɡbɛ̄          | àkpe          | rì            | ìrì       | rì         | ìrɪ̀       | èrì       | ìrɪ̀         | *-ri, *aro |
| '3'   | ɡ͡bɔ         | ɪ̀ɓʊ         | sɔ́ta           | tsínà         | ɛ̀tsɪrà        | nā            | nā        | na         | nā        | ìnā       | nā          | *-na       |
| '4'   | θɔ          | ɪ̀fɔ         | sɔ́sʉa          | tsītɔ̀         | ɛ̀tsɪrɔ̀        | sū            | sū        | su         | sū        | ìsū       | sū          | *so        |
| '5'   | mbə         | imbo        | tɔ́zɛrɛna       | tsībú         | ɛ̀tsɪᵐbú       | njī           | tàu       | nzi        | tòwɪ́      | tòú       | tòwú        | *          |
| '6'   | aza         | aza         | tɛ́nɡwɛkana     | tsínà tsínà   | màⁿzà         | njī-kázíyá    | ázyá      | kází       | ázɪ́á      | ázɨ́á      | ázɪ́á        | *azya      |
| '7'   | àrʊ̀-ɡ͡bɔ     | àrʊ̀-ɓʊ̀      | tónórwe        | tsínà tsītɔ̀   | làlòɗu        | njī-drì-là-rì | ázîrí     | nzi-drì-rì | ázɪ́ìrɪ̀    | tûdērì    | ázɪ́ɪ̀rɪ̀      | *          |
| '8'   | àrʊ̀         | àrʊ̀         | bɔɡɨna         | tsītɔ̀ tsītɔ̀   | làlɔ̀          | njī-drì-là-nā | àrò       | nzi-drì-na | àrò       | àrɔ̀       | àrò         | *          |
| '9'   | ɗrɛ-ði      | àrʊ̀ɡyèɪdí   | téndeléɡí      | tsītɔ̀ tsībú   | àᵐbʊ̀tsɪhʊwa   | ɲī-drì-là-sū  | órōmè     | nzi-drì-su | óròmɪ̀     | drítʃàlʊ̄  | órōmɪ̀       | *          |
| '10'  | ɗrɛ         | ɪdrɛ        | tɛ́ːvhɛ́         | ádíbȍsí       | àᵐbʊ̀tsí       | mūdrí         | mūdrí     | mudrí      | mōdrɪ́     | mūdrí     | mūdrɪ́       | *-dre      |

### Enlaces exteriores
- Ethnologue, with a different internal classification

- Datos: Q5972903